# Frank Elegar
Frank Roderick Elegar (nacido el 3 de diciembre de 1986 en New York) es un exjugador de baloncesto estadounidense con nacionalidad de las Islas Vírgenes de los Estados Unidos. Con 2,08 metros de estatura, juega en la posición de pívot.

## Trayectoria deportiva
Elegar es un jugador con gran amplia experiencia en el baloncesto europeo, y destaca por su labor oscura y contundencia en la pintura, ha militado en conjuntos como Eisbaeren Bremenhaven, Bornova Bld, Antalya Buyuksehir Belediyesi, JA Vichy, Ciclista Olímpico de la Banda, Marousi o Cangrejeros de Santurce. Con el Kalev consiguió dos títulos de liga consecutivos en Estonia en 2013 y 2014.
En febrero de 2015, firmó por el Olimpia Milano para lo que restaba de temporada para reforzar el equipo en la segunda vuelta del Top 16 de la Euroliga.
Con la selección de Islas Vírgenes consiguió la medalla de plata en el CentroBasket 2006.
En verano de 2015, firma con el TED Kolejliler.
El 20 de julio de 2016, fichó por el equipo ruso del Enisey Krasnoyarsk.
El 3 de julio de 2017 firmó un contrato de dos años con el Lokomotiv Kuban ruso.
Tras disputar solo una temporada en las filas del Lokomotiv Kuban, en octubre de 2018 fichó por el Afyon Belediyespor de la liga turca, donde solo disputó 6 encuentros (media de 12.2 puntos y 5.3 rebotes) ya que sus buenos números hicieron que el Tofaş Bursa lo fichara en diciembre de 2018, consiguiendo unas estadísticas de 11.4 puntos y 5.2 rebotes en la temporada.
En julio de 2019 se incorpora a las filas del Unicaja Málaga firmando un contrato de un año más otro opcional.
El 21 de julio de 2021, firma por el Napoli Basket de la Serie A italiana.